# Branchellion lobata
Branchellion lobata är en ringmaskart som beskrevs av Moore 1952. Branchellion lobata ingår i släktet Branchellion och familjen fiskiglar. Inga underarter finns listade i Catalogue of Life.